# Àpat principal

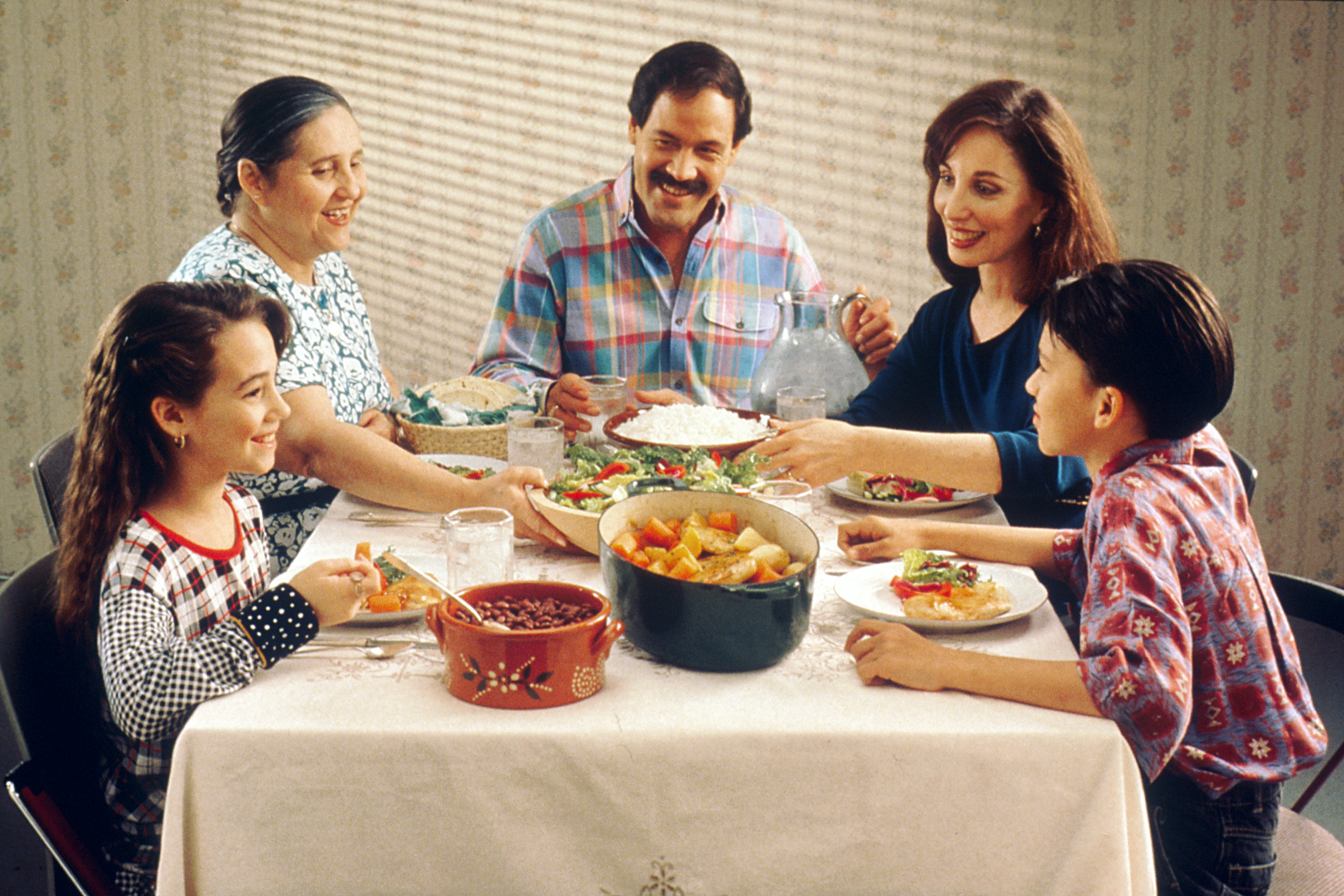
Àpat principal en família

L'àpat principal és l'àpat més important del dia. A Catalunya és el dinar. Es fa pels volts de migdia o a primeres hores de la tarda, i sol durar entre tres quarts d'hora i una hora. En algunes cultures occidentals l'àpat principal es fa més tard, cap al vespre. Pels antics romans, la cena (o coena) era l'àpat més important del dia; començava a la tarda i podia prolongar-se fins ben entrada la nit.

## Història

### Antiguitat
Durant els temps de l'Antiga Roma, l'àpat principal es coneixia com un convivium, i era un esdeveniment important perquè els emperadors i senadors romans es reunissin i parlessin sobre els seus assumptes.

### Època moderna
Reflex del costum típic del segle XVII, Lluís XIV feia l'àpat principal al migdia i sopava a les 22:00. Però a Europa, l'àpat principal es va començar a endarrerir durant el 1700, a causa de l'evolució de les pràctiques laborals, la il·luminació, la situació financera i els canvis culturals. L'hora de l'àpat principal de moda es va continuar ajornant gradualment durant el segle XVIII, a les dues i les tres de la tarda, i, el 1765, el rei Jordi III sopava a les 16:00, encara que els seus fills petits tenien l'àpat amb la seva institutriu a les 14:00 h, deixant temps per visitar la reina mentre es vestia per sopar amb el rei. Però a França, Marie Antoinette, quan encara era Dauphine de França el 1770, va escriure que mentre al Château de Choisy la cort encara feia l'àpat principal a les 14.00 hores, ella el feia després del teatre cap a les 22.00 hores, abans d'anar a dormir a la 1:00 hores.
En l'època del Primer Imperi Francès, un viatger anglès a París va comentar l'"hàbit abominable de no fer l'àpat principal fins a les set del vespre". Cap a l'any 1850, els menjars de classe mitjana anglesa eren al voltant de les 17:00 o les 18:00 hores, permetent als homes tornar de la feina, però hi va haver una pressió contínua perquè l'hora s'avancés, liderada per l'elit que no havia de treballar en els horaris establerts i, a mesura que els desplaçaments s'allargaven perquè les ciutats s'ampliaven. A mitjan segle XIX el tema era una mena de camp de mines social, amb un element generacional. John Ruskin, una vegada que es va casar el 1848, va fer l'àpat principal a les 18:00, cosa que els seus pares pensaven "poc saludable". La senyora Gaskell menjava entre les 16:00 i les 17:00. El fictici Mr Pooter, un londinenc de classe mitjana baixa el 1888-89 i un comensal, quan eren les 17:00, va ser convidat pel seu fill a sopar a les 20:00, però "[ell] va dir que no volia fingir anar a la moda de la gent i que, per tant, volia fer l'àpat principal abans".
La novel·la satírica Living for Appearances (1855) de Henry Mayhew i el seu germà Augustus comença amb les opinions de l'heroi sobre la qüestió. Fa l'àpat a les 19:00 i sovint es queixa "del costum repugnant i de comerciant de sopar d'hora", per exemple a les 14:00. L'"hora reial" considera que són les 20:00, però no aspira a això. Li diu a la gent "Digues-me quan menges i et diré què ets".

### Època contemporània
El dinar o el sopar, amb el significat que se li dona en català, és normalment l'àpat més gran del dia a la majoria de les cultures occidentals. Els àpats anteriors solen anomenar-se esmorzar, i en algunes cultures l'hora del te.
La divisió entre els diferents significats d'"àpat principal" no es basa ni en la geografia ni en la classe socioeconòmica. Fer aquest àpat al migdia és més freqüent per la gent de la classe treballadora, com per exemple a les Midlands angleses, al nord d'Anglaterra i al cinturó central d'Escòcia. Hi ha altres denominacions puntuals que també es refereixen a un àpat principal en determinats dies especials, com ara un banquet, el sopar de Nadal o el sopar d'Acció de Gràcies. Aquests àpats són especials, i per remarcar-ho sovint es divideixen en tres o més plats, sovint precedits per aperitius i acabats amb les postres.

## Horaris típics i plats
Dos dels aspectes indicatius d'un àpat principal són l'horari i el tipus de menjar.

### Portugal
A Portugal es dina i sopa més aviat que a l’estat espanyol. Els restaurants obren de 12:00-15:00 per a dinar i 19:00-23:00 per a sopar. El menjar es pot consultar a la gastronomia de Portugal. Són famosos els plats de bacallà, els arrossos i els dolços.

### Itàlia
- 7:00am-10:00am. Esmorzar (Colazione). Esmorzar lleuger. Cafè o cafè amb llet i un dolç.
- 12:30 pm a 2:30 pm. Dinar (Pranzo). Vegeu la Gastronomia d'Itàlia.[21]
- 7:30 pm a 10:00 pm . Sopar (Cena).

### França
Horaris de restaurants. Dinar entre 12 i 13 hores. Sopar entre 19:30 i 21:00. Per a consultar alguns plats típics de l’àpat principal es pot consultar la Gastronomia de França.

## Galeria d'imatges

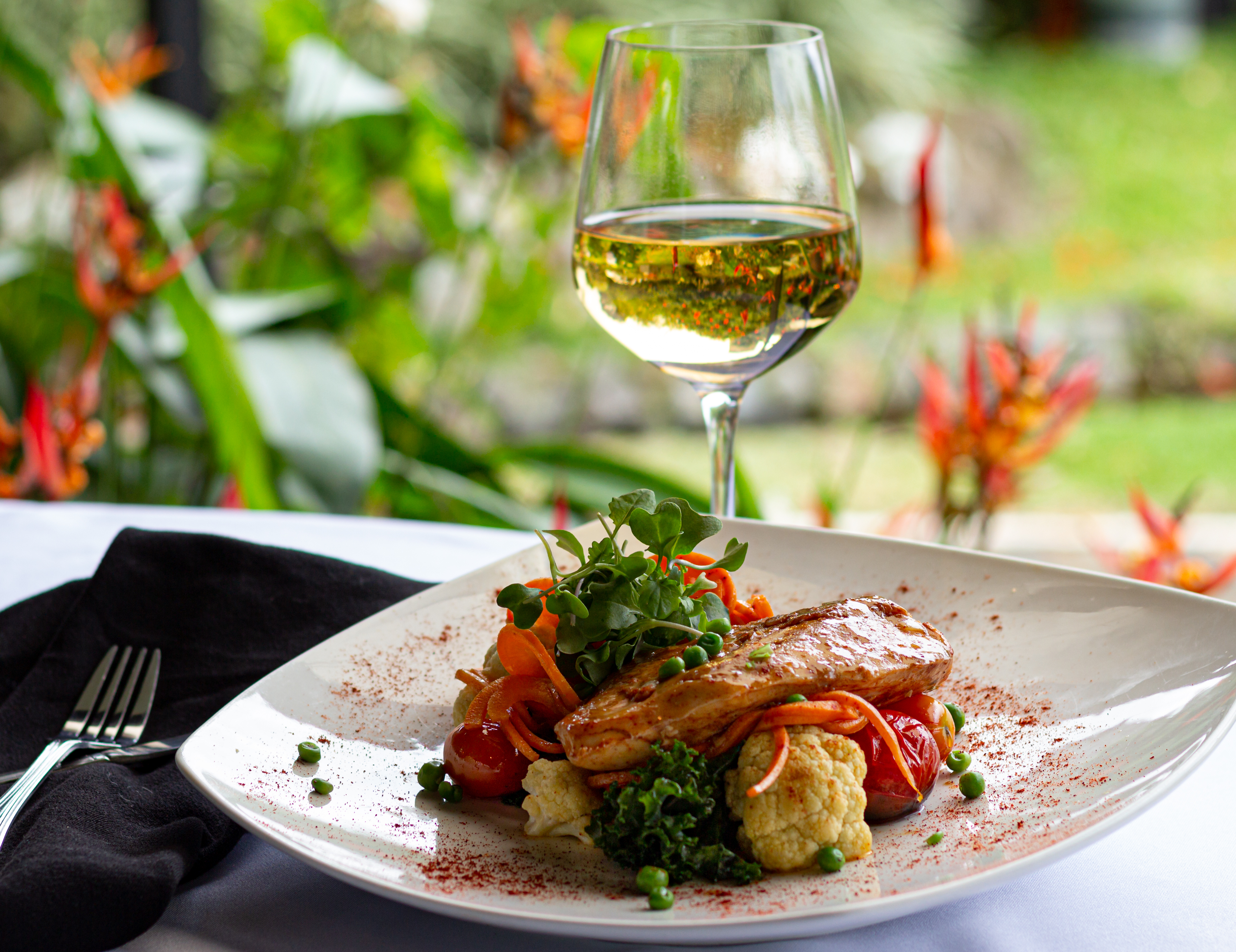
Menjada informal en un restaurant occidental
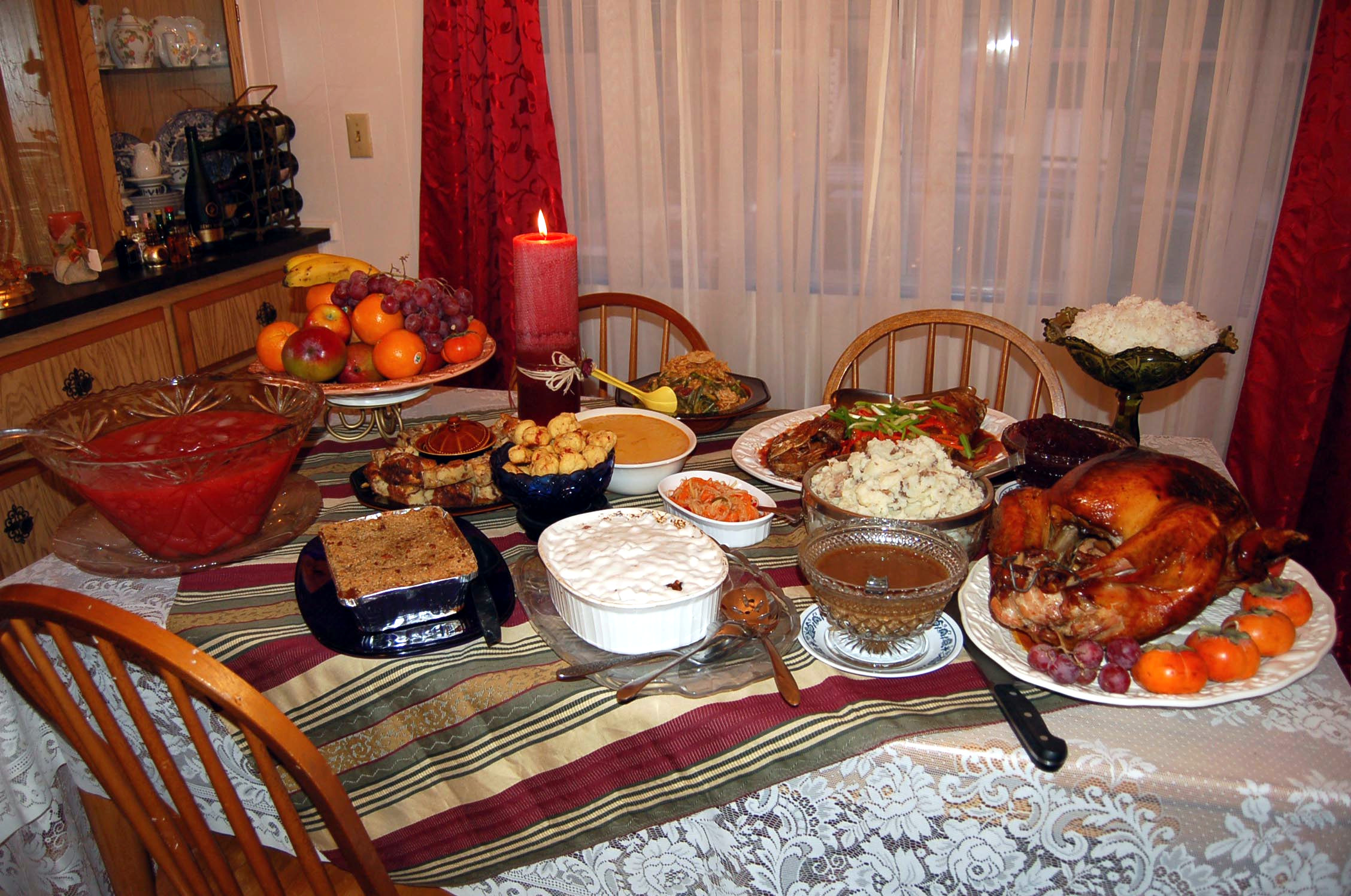
Sopar d'Acció de gràcies
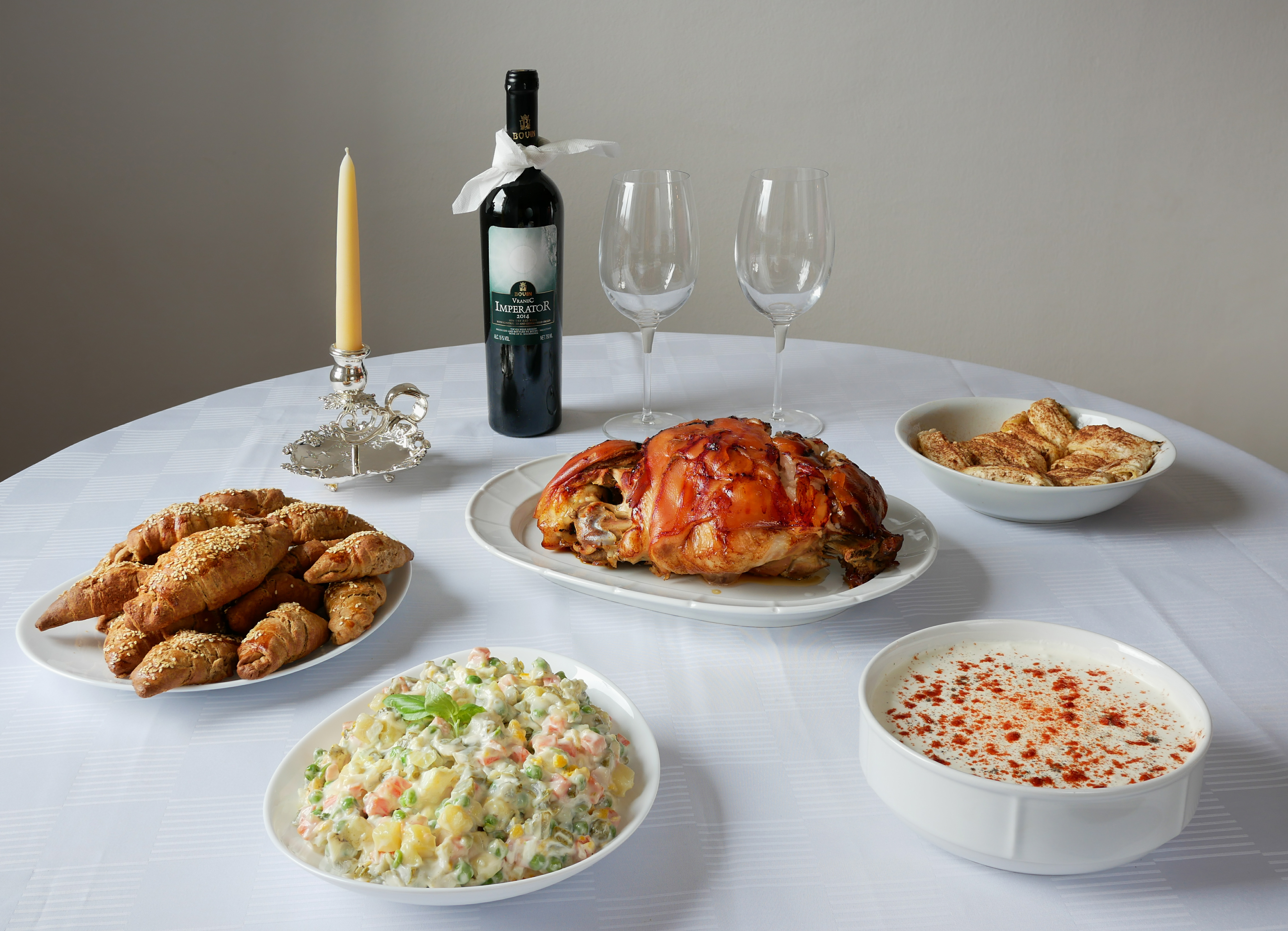
Sopar de Nadal
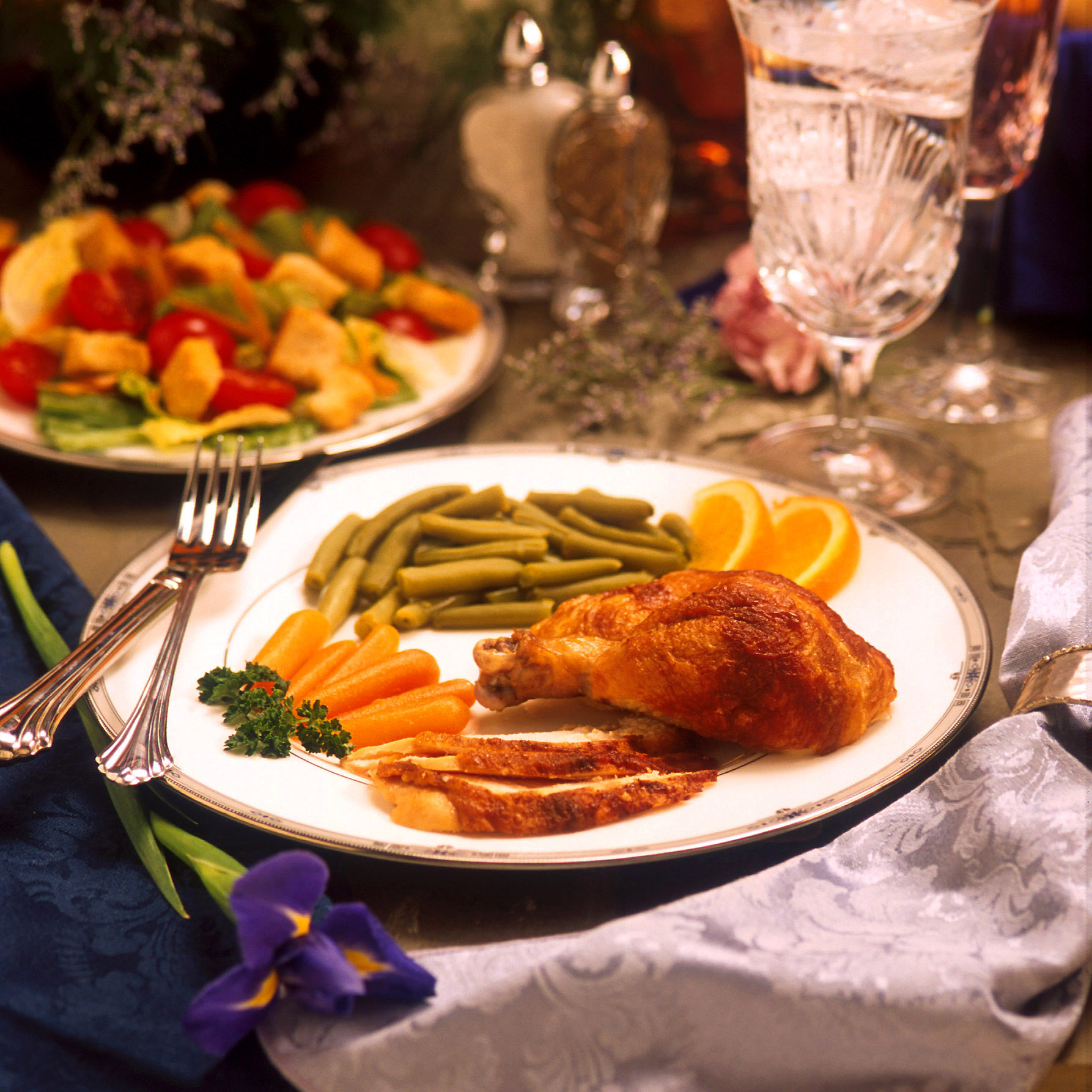
Àpat formal americà
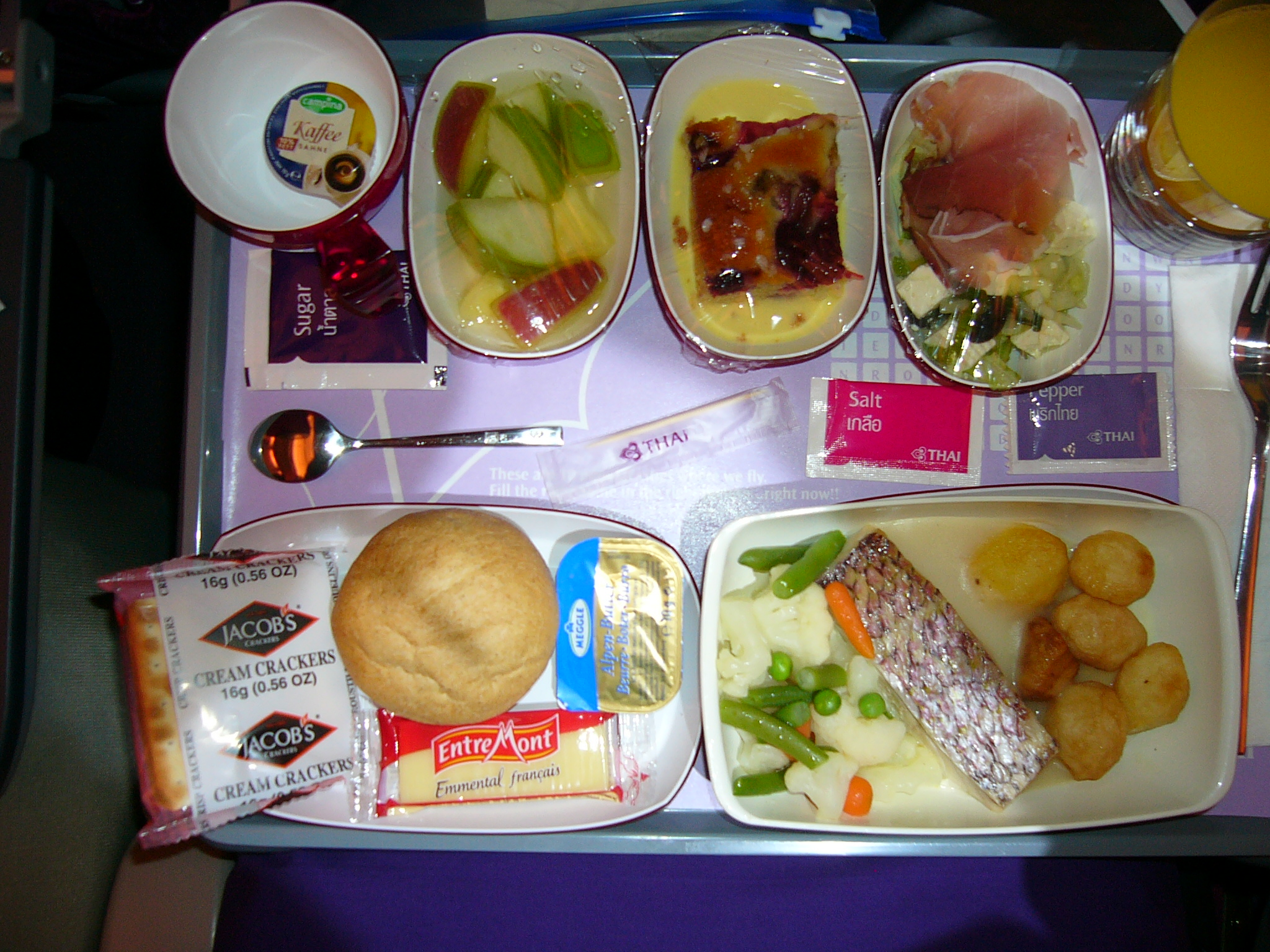
Àpat en un avió
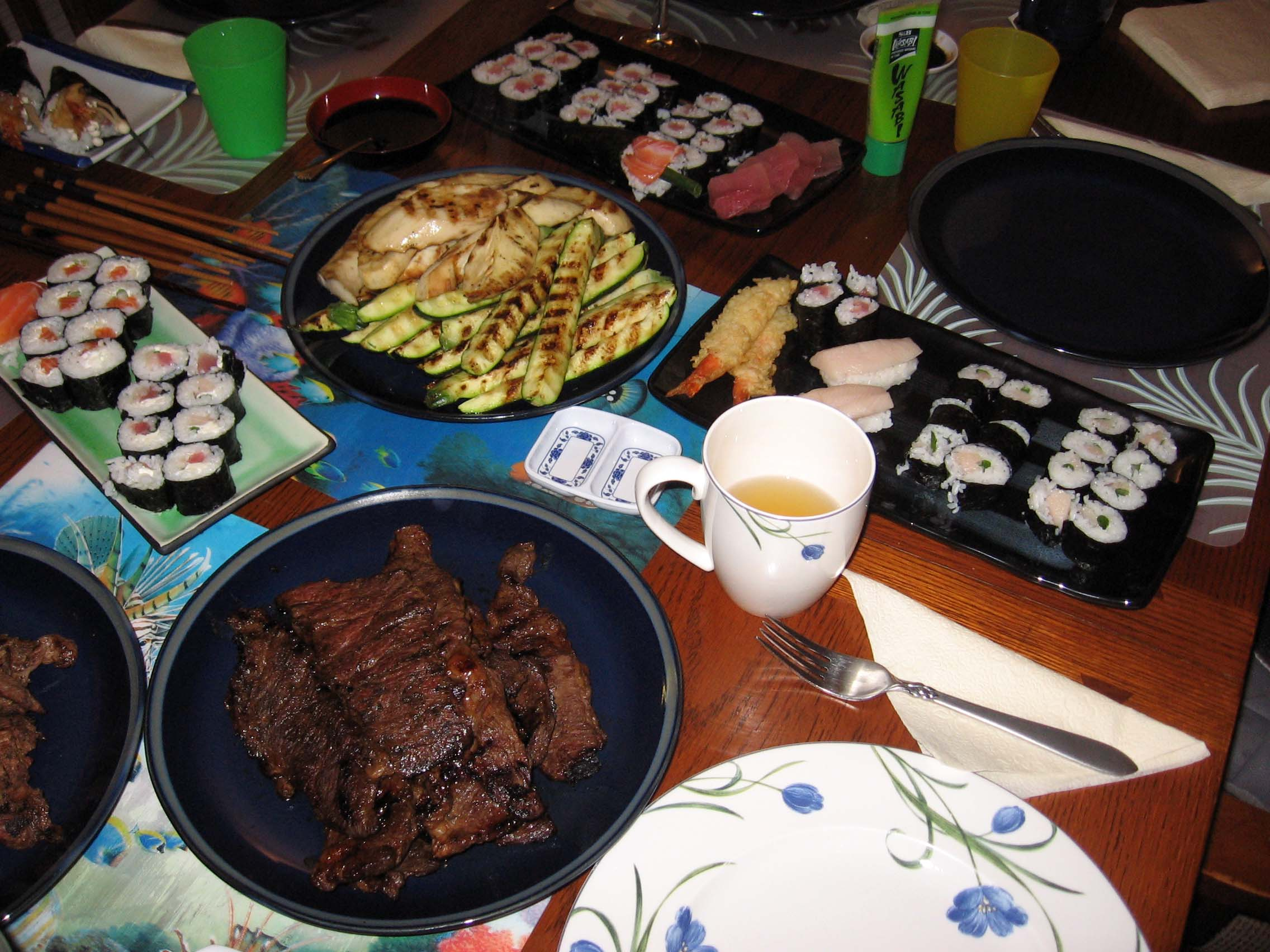
Àpat japonès
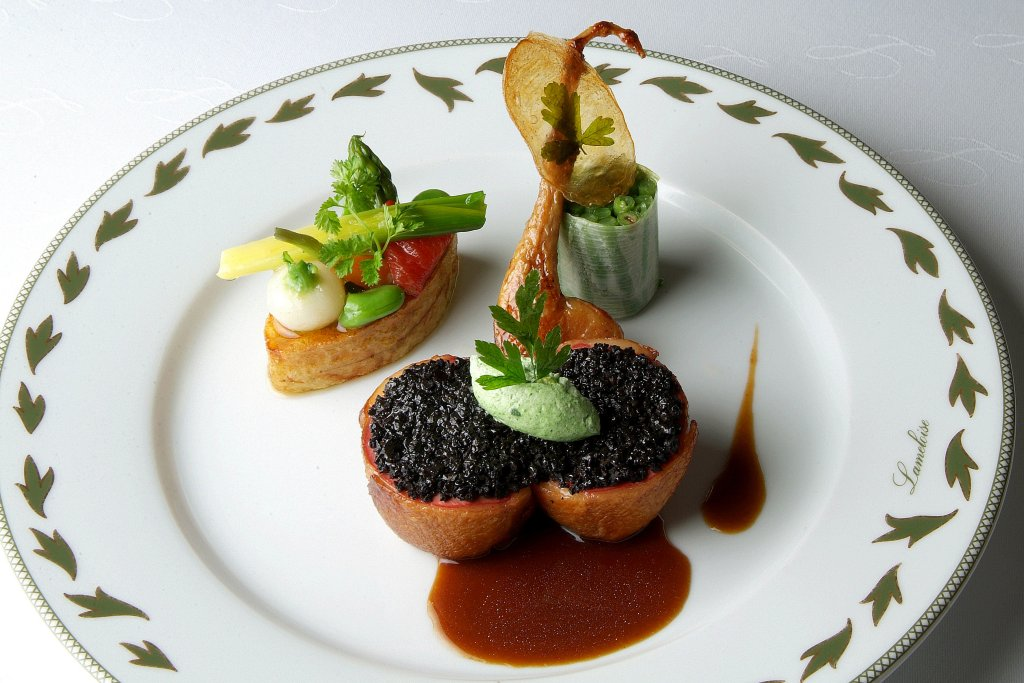
Àpat de la nouvelle cuisine
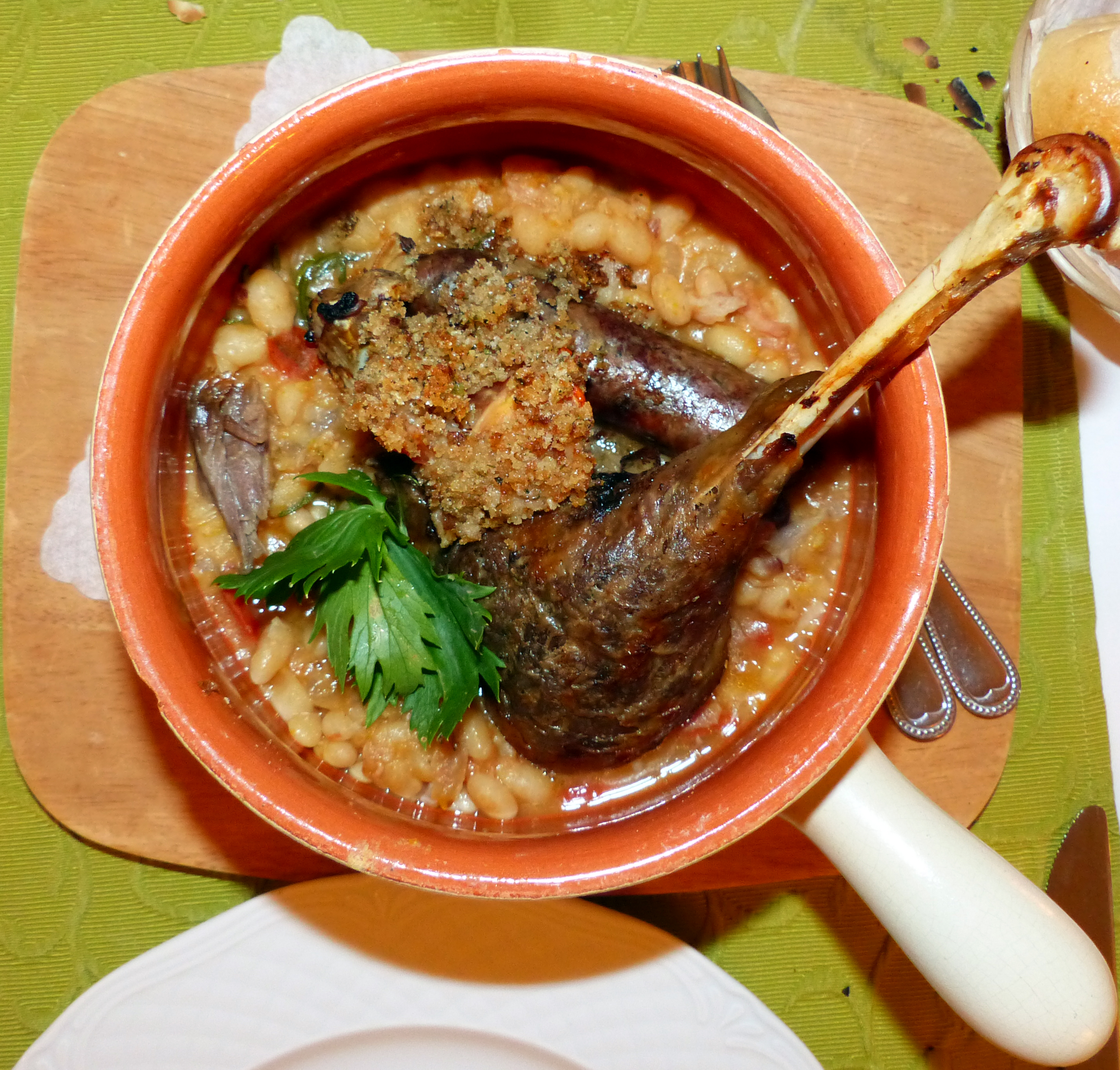
Plat d'un àpat tradicional alemany
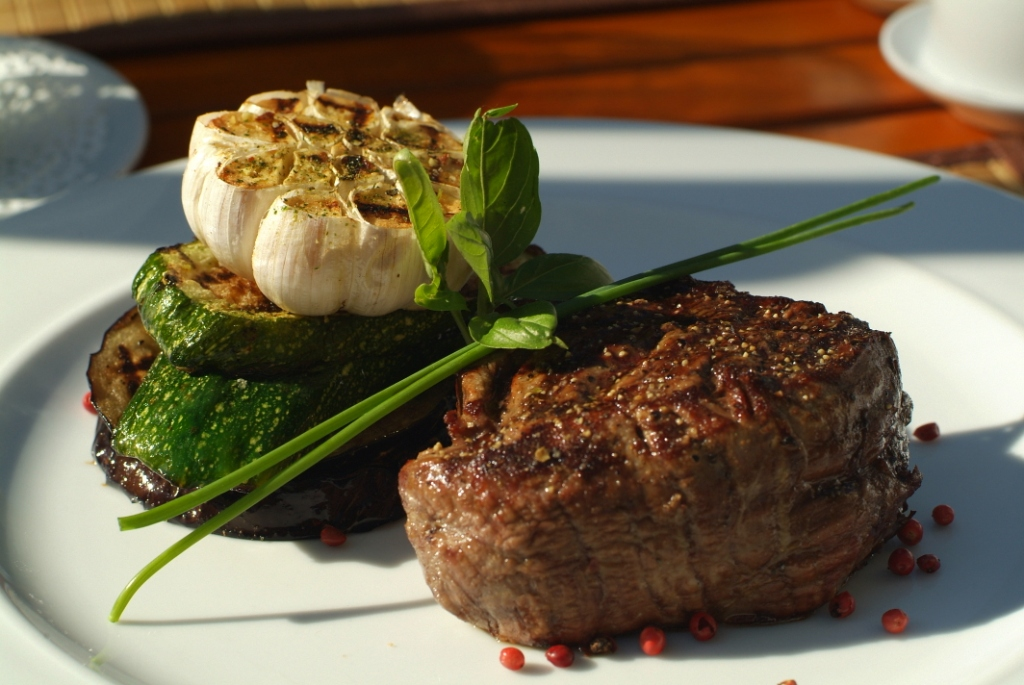
Bistec de vedella en una braseria
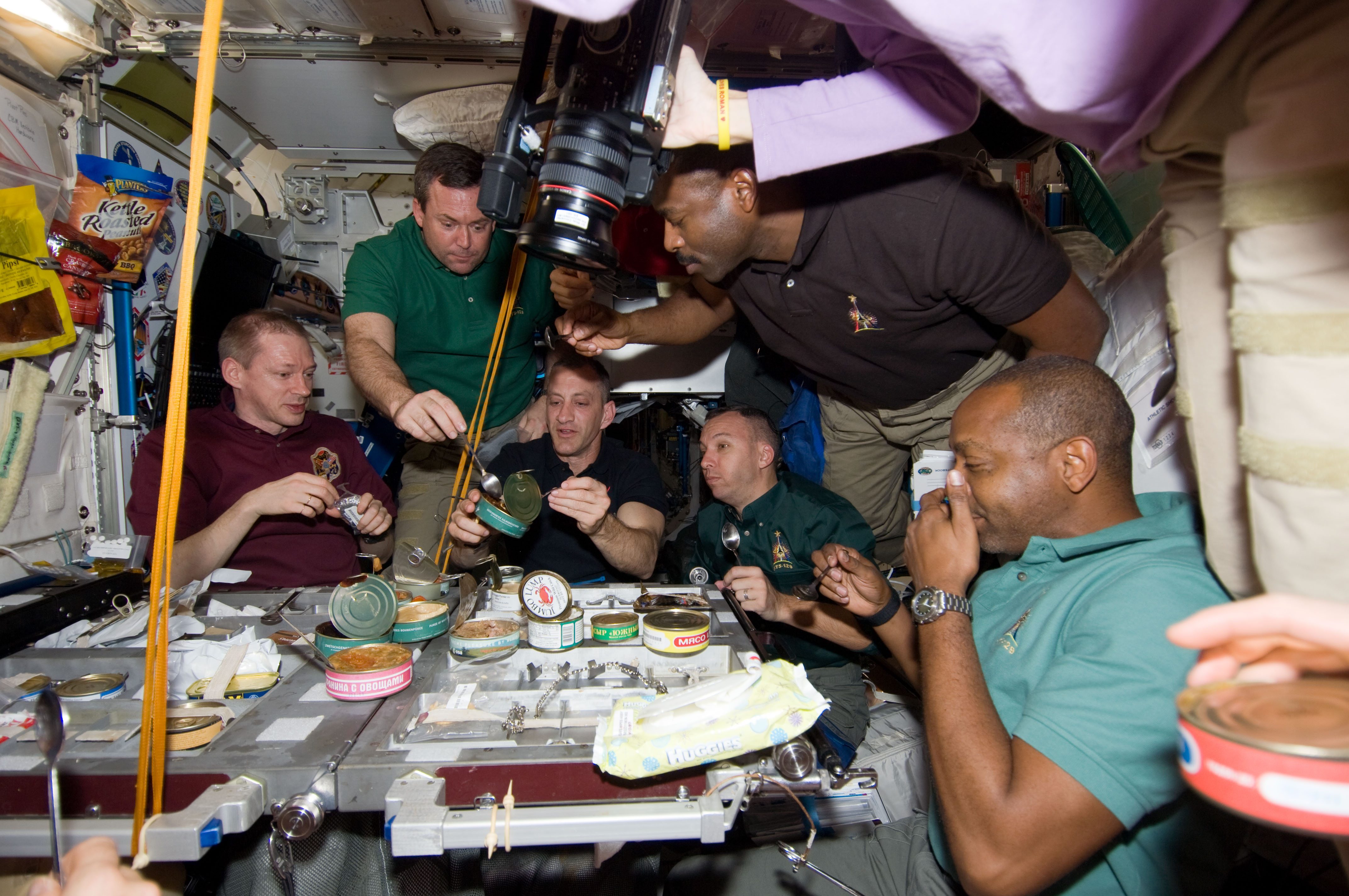
Àpat principal a l'estació espacial internacional durant la missió STS-129

## Exemples particulars
A partir del concepte exposat en l'article, un àpat principal representa la menjada més important del dia des del punt de vista qualitatiu i quantitatiu. Recordar alguns exemples particulars d'àpats importants pot ser interessant.

### Xocolata a les expedicions de Calfòrnia
En moltes missions espanyoles d'exploració un dels queviures demandats era la xocolata. No pas com a requisit capriciós sinó com a aliment imprescindible.

### Horari de pagès
A Catalunya fins als anys cinquanta del segle passat i abans del canvi d’horari (hora vella o solar i hora oficial). Esmorzar a les 8 del matí. Dinar a les 12. Sopar a les 8 del vespre.

### Horari escolar
Alumnes interns a Mataró (1808-1868).

### En un clíper colonial (segle dinou)
En els clípers de passatgers, amb passatges típics des de Gran Bretanya fins a Austràlia, els horaris de menjar tenien una importància notable.
| «                                       | The hour for breakfast is 8 o'clock, dinner at 1 and tea at 6. | » |
| — The Colonial Clippers. Basil Lubbock. |                                                                |   |

### Expedició Amundsen
Roald Amundsen degué part del èxit de l’expedició a l’alimentació dels expedicionaris.
De les seves experiències en el Belgica, Amundsen era conscient dels perills de l'escorbut. Encara que la causa veritable de la malaltia, la deficiència de vitamina C, no es comprenia a l'època, se sabia que la malaltia es podria contrarestar menjant carn fresca. Per tal de neutralitzar el perill, Amundsen planejava complementar la dieta amb racions suplementàries de carn de foca. També havia encarregat una classe especial de pemmican que incloïa verdures i farina de civada: «un menjar més estimulant, nutritiu i apetitós que aquest seria impossible de trobar», afirmava. L'expedició també tenia bones provisions de vins i licors, per a ser usats com a medicina i en ocasions festives o socials. Conscient de la pèrdua de moral en el Belgica, Amundsen proporcionava temps de lleure amb una biblioteca de al voltant de 3.000 llibres, un gramòfon amb gran quantitat de discos i una gamma d'instruments musicals.

### A la Venècia actual
Dinar entre les 12 i les 13 hores.

### Menú del dia
El menú del dia és una oferta interessant de molts restaurants. Els dies feiners es proposa a un preu més econòmic i és possible escollir entre dos primers plats i dos segons plats. A Barcelona s’acostuma a oferir paella els dijous. Pa, vi, gasosa o aigua s’inclouen en el preu. Que també inclou cafè o postres.